# Sân bay quốc tế Queen Beatrix
Sân bay quốc tế Queen Beatrix (IATA: AUA, ICAO: TNCA), là một sân bay ở Oranjestad, Aruba. Sân bay này được kết nối các tuyến hàng không với Hoa Kỳ, phần lớn các nước ở vùng Caribe, duyên hải phía bắc Nam Mỹ và một số nước châu Âu, đặc biệt là Hà Lan. Sân bay này được đặt tên theo Nữ hoàng Beatrix của Hà Lan, nguyên thủ quốc gia Aruba.
Sân bay này làm thủ tục khai báo trước ở biên giới cho các tuyến bay đi Mỹ. Một nhà ga cho máy bay tư nhân đã được khai trương năm 2007.

## Các hãng hàng không và các tuyến điểm

### Các hãng bay theo lịch trình
- Air Canada (Toronto-Pearson)
- American Airlines (Boston [seasonal], Miami, New York-JFK)
  - American Eagle (San Juan) [ngừng ngày 3 tháng 9]
- Aires (Barranquilla, Cartagena)
- Arkefly (Amsterdam, Willemstad)
- Aserca Airlines (Caracas, Santo Domingo)
- Avianca (Bogotá)
  - Avianca operated by SAM (Barranquilla, Bogotá, Medellin)
- Avior Airlines (Caracas, Maracaibo, Valencia)
- CanJet (Montreal)
- Caribair (Santo Domingo)
- Condor (Frankfurt)
- Continental Airlines (Houston-Intercontinental, New York-LaGuardia, Newark)
- Delta Air Lines (Atlanta, New York-JFK)

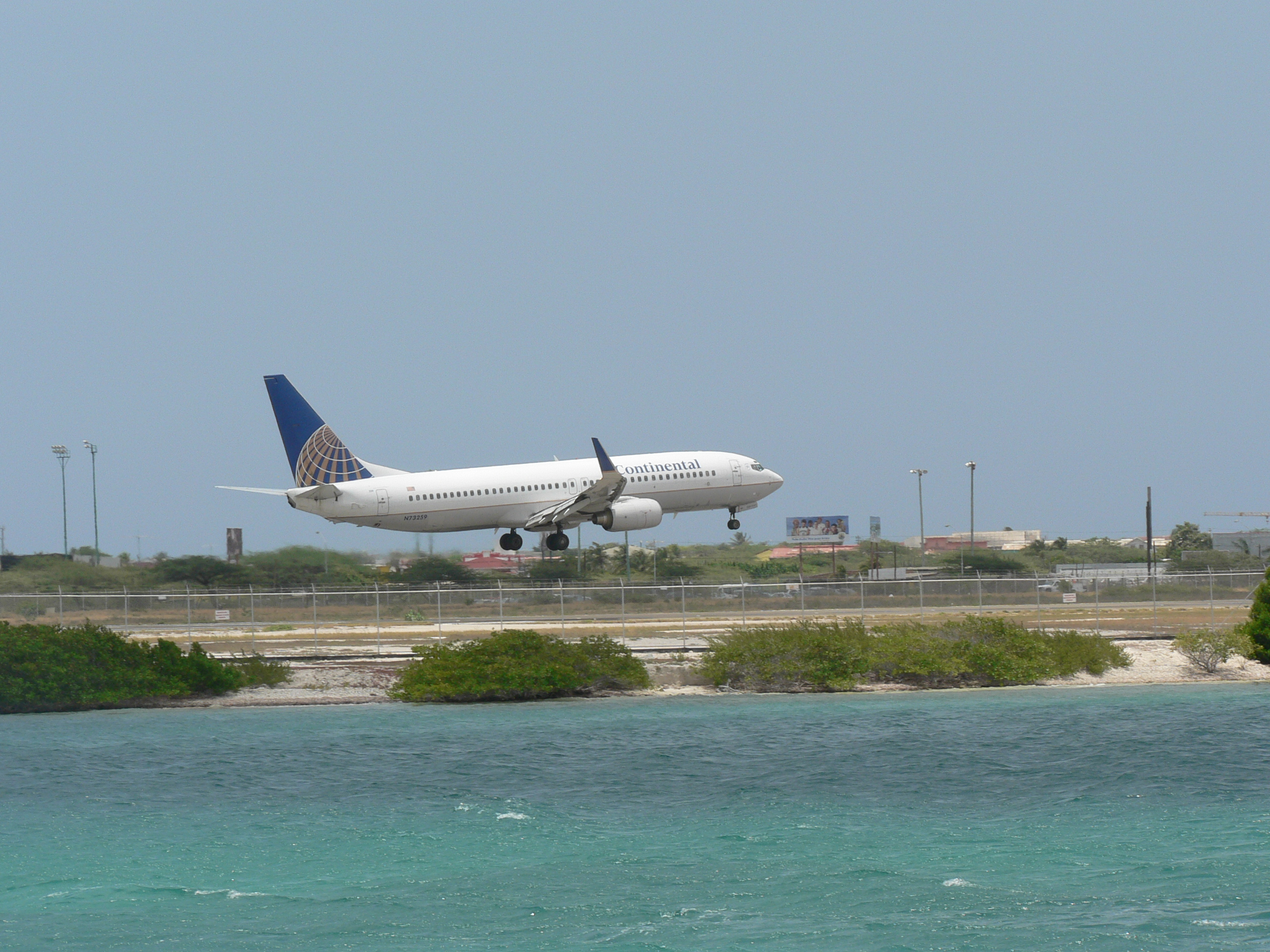
Một chiếc Boeing 737-800 của hãng Continental Airlines đang hạ cánh xuống sân bay Queen Beatrix

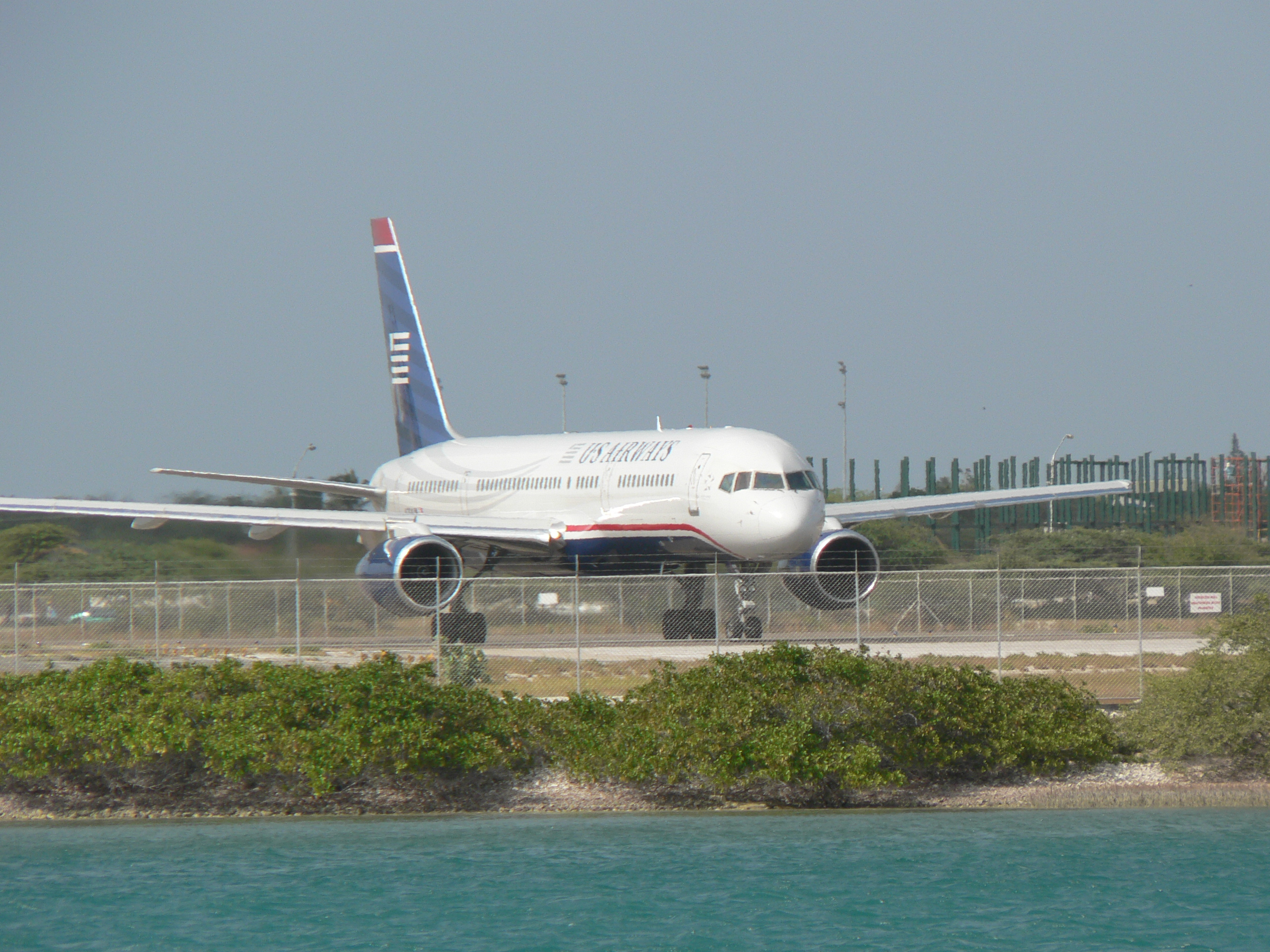
Boeing 757 của US Airways rời sân bay

- Dutch Antilles Express (Kralendijk, Willemstad)
- First Choice Airways (London-Gatwick, Manchester)
- Insel Air (Willemstad)
- JetBlue Airways (Boston, New York-JFK)
- KLM (Amsterdam, Bonaire)
- Linea Aerea Aerocaribe (Las Piedras)
- Martinair (Amsterdam)
- Santa Barbara Airlines (Las Piedras, Maracaibo)
- Skyservice (Montreal, Toronto-Pearson)
- Spirit Airlines (Fort Lauderdale)
- Surinam Airways (Paramaribo/Zanderij, Port of Spain, Willemstad)
- Tiara Air (Kralendijk, Willemstad, Punto Fijo)
- Thomsonfly (Birmingham)
- United Airlines (Chicago-O'Hare, Washington-Dulles)
- US Airways (Boston, Charlotte, New York-La Guardia [seasonal], Philadelphia)
- Venezolana (Caracas, Maracaibo)
- Viva Air Dominicana (Santo Domingo)

### Các hãng bay thuê bao
- Amerijet International (Miami, Santiago (DR), Santo Domingo)
- DHL Aero Expreso (International)
- Merlin Express (Puerto Rico)
- Ameriflight (San Juan)
- Líneas Aéreas Suramericanas (Bogotá)